# Conzattia multiflora
El guayacán (Conzattia multiflora) es una de los árboles característicos del trópico seco de México. Esta especie pertenece a la familia Fabaceae; y a la subfamilia Caesalpinioideae. En el estado de Morelos, se conoce con el nombre común de guayacán, sin embargo en Chamela, Jalisco, y en Costa Rica, este nombre común refiere a Tabebuia rosea.

## Talla
Es un árbol de 10 a 20 m de altura, y su tronco tiene un diámetro de entre 30 y 50 cm.

## Morfología
El tronco tiene una corteza lisa, de color pardo-grisáceo. Las hojas son de 20-50 cm de longitud, con 10 a 20 pares de pinas y 20 a 50 folíolos, de entre 5 a 15 mm de longitud. Los folíolos son apiculados y redondeados en ambos lados. Las inflorescencias son de 10 a 20 cm de longitud; con flores amarillas y pedicelos de 5 a 10 mm de longitud. Los sépalos son glabros de aproximadamente 5 mm de longitud y los pétalos son elípticos-ovados de 7 a 10 mm de longitud, uno de ellos es oblonceolado, engrosado y estrecho. Los pétalos tienen algunos puntos rojos que podrían constituir guías de néctar. Los estambres son de 6 a 9 mm de longitud, con filamentos subtubulados y pilosos cerca de la base. El ovario es densamente piloso con un estilo elongado. 
A pesar de que las flores son perfectas, funcionalmente son protándricas, es decir, madura primero el polen y posteriormente el pistilo (McVaugh, 1987). Esta característica podría disminuir la probabilidad de autofecundación.
El fruto es una vaina pendiente, dehiscente, de color rojizo-café, de 5 a 10 cm de longitud y 1 a 8 cm de ancho. Las semillas son oblongas y comprimidas, de color café oscuro, de 1 a 1.2 cm de longitud. En las figuras 1a, 1b y 2 se ilustra a C. multiflora.
Aun cuando esta planta pertenece a la familia de las leguminosas, no se han encontrado nódulos en las raíces (Sprent 2001), sin embargo una característica interesante es que se han encontrado estaminódulos, es decir, nódulos dentro de las ramas o  (E. Martínez, Com. Pers.).

## Distribución e historia natural
El género Conzattia es endémico de México y está compuesto por tres especies. Se distribuye en el sur de la Península de  Baja California, y en tierra continental desde Sinaloa hasta Chiapas (Sousa y Delgado, 1997). El guayacán es una especie colonizadora, muy abundante en Sierra de Huautla (Morelos). Este aspecto le confiere especial importancia, ya que podría ser una especie clave dentro de esta selva seca (Mangel et al., 1996).
Los árboles crecen principalmente en áreas con roca caliza y suelos básicos poco evolucionados (rendzina), aunque también se pueden encontrar en terrenos con rocas ígneas y suelos que presentan una capa superficial muy rica en materia orgánica y nutrimentos, con una textura que va de franca arcillosa a franca (feozem) (Boyas 1992). En Sierra de Huautla se encuentra extensamente distribuidos tanto en laderas como en vegetación de arroyo, y en la sierra de Guerrero se reporta predominantemente en bosque de galería (Martínez Gordillo et al. 2004).
Es interesante destacar que la madera de C. multiflora posee una gravedad específica (densidad de la madera) mediana (GE = 0.47), característica de los árboles con requerimientos hídricos mayores a los típicos de matorrales xerófilos (Aguilar-Rodríguez et al. 2001).
En la Reserva de la Biosfera Sierra de Huautla las poblaciones de guayacán muestran una estructura de tamaños dominada por individuos juveniles (0.6-1 m de altura). En esta población menos del 40% de los individuos reproductivos produjeron frutos en el periodo 1996-1998 (Leyva, 2000).

## Fenología
Los árboles pierden sus hojas por completo durante el período de sequía, (diciembre a mayo), la floración ocurre antes de la temporada de lluvias (mayo-junio). Algunos individuos llegan a presentan hojas y flores durante esta temporada.

## Polinizadores
En Sierra de Huautla los visitantes florales más frecuentes de  C. multiflora son abejas solitarias de los géneros Xylocopa,  Megachile y Centris aunque también puede ser visitada por la abeja europea Apis mellifera (Leyva, 2000).

## Taxonomía
Conzattia multiflora fue descrita por (B.L.Rob.) Standl. y publicado en Contributions from the United States National Herbarium 23(2): 427. 1922.
Sinonimia
- Caesalpinia multiflora Robinson
- Conzattia arborea Rose

## Literatura
- Leyva, E. 2000. Estructura Genética del Guayacán (Conzattia multiflora) en la Sierra de Huautla, Mor. Tesis de licenciatura, Facultad de Ciencias Biológicas, Universidad Autónoma del Estado de Morelos, México. 66 pp.
- Mangel, M., L.M. Talbot, G.K. Meefe, M.T. Agardy, D. L. Alverson, J. Barlow, D.B. Botkin, G. Budowsky, T. Clark, J. Cooke, R.H. Croizer, P.K. Dayton, D.E. Elder, C.W. Fowler. S. Funtowicz, J. Giske, R.J. Hofman, S.J. Holt, S.R. Kellert, L.A. Kimball, D. Ludwing, K. Magnusson, B.S. Malayang III, C. Mann, E.A. Norse, S.P. Northridge, W.F. Perrin, C. Perrings, R.M. Peterman, G.B. Rabb, H.A. Regier, J.E. Reynolds III, K. Sherman, M.P. Sissenwine, T.D. Smith, A. Starfield, R.J. Taylor, M.F. Tillman, C. Toft, J.R. Twiss, Jr., J. Wilen y T.P. Young 1996. Principles for the conservation of wild living resources. Ecological Applications 6: 338-362.
- McVaugh, R. 1987. Flora Novo-Galiciana, a descriptive account of the plants of western México. Vol. 5 Leguminoseae. University of Michigan. USA. 60-61 pp
- Sousa, M.S. y A.S. Delgado 1997. Leguminosas mexicanas: fitogeografía, endemismo y orígenes. En: T.P. Ramamoorthy, A. Lot y J.Fa (Eds) Diversidad biológica de México. Instituto de Biología-UNAM. México. 449-500 pp.
- Sprent, J.I. 2001. Nodulation in legumes. Royal Botanic Gardens, Kew

- Datos: Q8350519
- Multimedia: Conzattia multiflora / Q8350519
- Especies: Conzattia multiflora